# Echarlens
Echarlens (toponimo francese) è un comune svizzero di 804 abitanti del Canton Friburgo, nel distretto della Gruyère.

## Geografia fisica
Il territorio di Echarlens comprende una parte del Lago della Gruyère.

## Storia

### Simboli
Il comune ha ripreso lo stemma degli antichi signori di Vuippens e di Everdes, a cui è stata aggiunta una stella.

## Monumenti e luoghi d'interesse

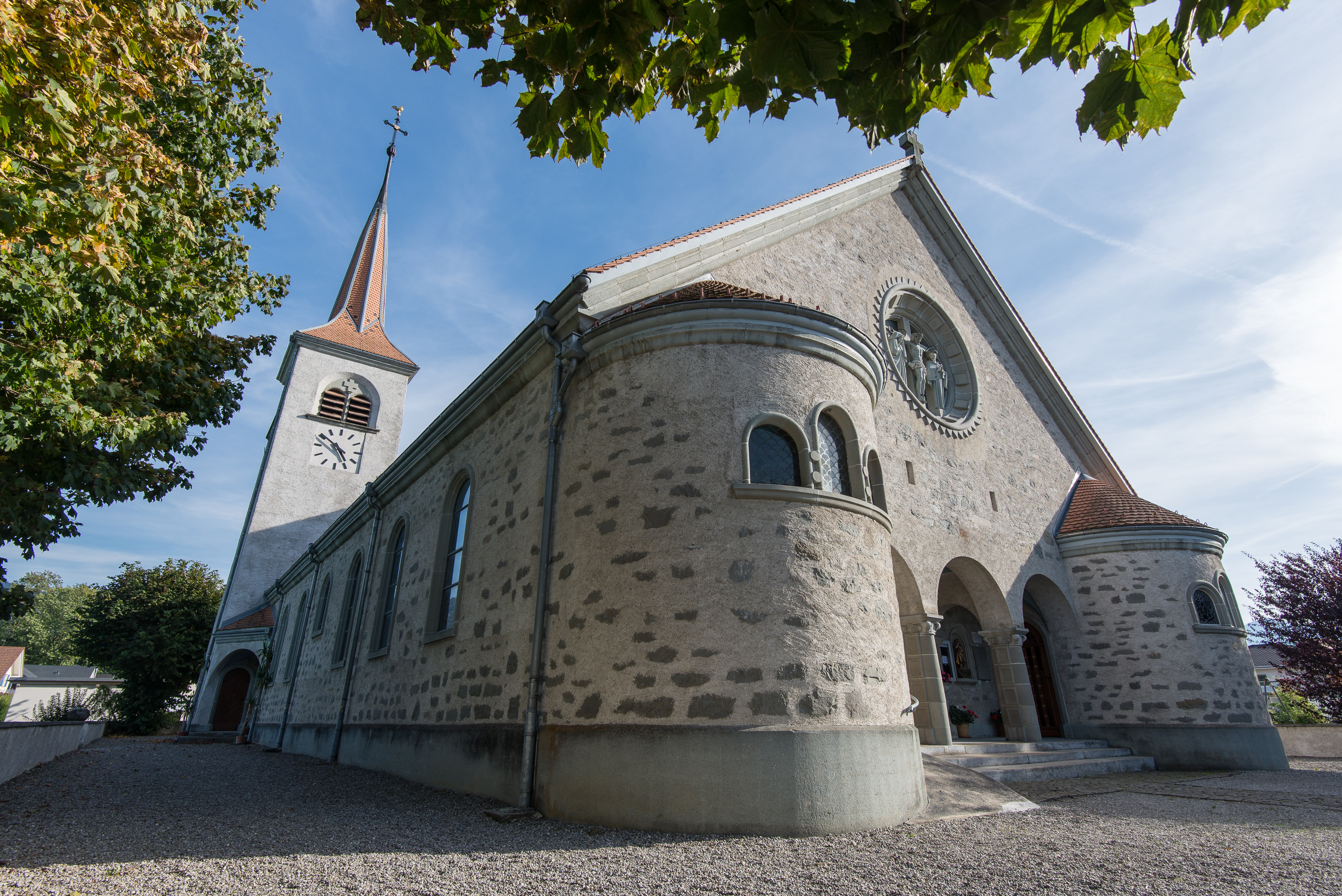
La chiesa cattolica di Nostra Signora dell'Assunzione

- Chiesa cattolica di Nostra Signora dell'Assunzione, eretta nel 1924-1927 da Fernand Dumas[2].

## Società

### Evoluzione demografica
L'evoluzione demografica è riportata nella seguente tabella:
Abitanti censiti

## Geografia antropica

### Frazioni e quartieri
Le frazioni e i quartieri di Echarlens sono:
- Bocherens
- Champotey[senza fonte]
- Fontanoux[senza fonte]
- Montmelley
- Outre le Pont

## Amministrazione
Ogni famiglia originaria del luogo fa parte del comune patriziale che ha la responsabilità della manutenzione di ogni bene comune.